# Vlastimil Balín
Vlastimil Balín (23. října 1950, Most), je český politik, bývalý senátor za obvod Most. Byl členem Komunistické strany Čech a Moravy.
Vystudoval Vysokou školu politickou Ústředního výboru KSČ v Praze, až do roku 1990 pracoval jako politický pracovník na okresním a posléze krajském výboru KSČ. V roce 2004 byl za KSČM zvolen senátorem za senátní obvod Most. Nebyl členem žádného senátorského klubu.
8. srpna 2010 z KSČM vystoupil, neboť mu spolustraníci hrozili vyloučením, protože se rozhodl do senátu kandidovat za uskupení „Občané městu, město občanům“. Svůj mandát neobhájil, se ziskem 3,14 % obsadil poslední, 8. místo.